# Nguyễn Trí Huân
Nguyễn Trí Huân (sinh năm 1947) là nhà văn Việt Nam, được tặng Giải thưởng Nhà nước về Văn học Nghệ thuật năm 2007. Ông là Đại tá Quân đội nhân dân Việt Nam, đã từng làm Tổng biên tập Tạp chí Văn nghệ Quân đội giai đoạn 1993-2007 và Phó Chủ tịch Hội Nhà văn Việt Nam giai đoạn 2000-2020.  

## Tiểu sử
Nguyễn Trí Huân sinh ngày 20 tháng 09 năm 1947 tại xã Hạ Mỗ, huyện Đan Phượng, Thành phố Hà Nội.
Nguyễn Trí Huân nhập ngũ năm 1965, thuộc biên chế của Quân chủng Phòng không - Không quân. Năm 1971, ông vào chiến trường miền Nam, làm phóng viên, biên tập viên tạp chí Văn nghệ Quân giải phóng Trung Trung bộ. Ông từng công tác, chiến đấu trong đội hình của Sư đoàn 3 Sao Vàng anh hùng và tham gia Chiến dịch Hồ Chí Minh mùa Xuân 1975.
Từ năm 1979 đến 1982, Nguyễn Trí Huân học tại khóa I Trường viết văn Nguyễn Du (sau này là Đại học Văn hóa Hà Nội). Năm 1982, ông được điều về làm biên tập viên và đến năm 1993, ông được bổ nhiệm làm Tổng biên tập Tạp chí Văn nghệ Quân đội. Ông là Tổng biên tập Tạp chí Văn nghệ Quân đội lâu nhất (14 năm). Năm 2007, sau khi hoàn thành nhiệm vụ trong Quân đội với quân hàm Đại tá, Nguyễn Trí Huân chuyển sang làm việc tại Hội Nhà văn Việt Nam, được giao đảm nhận cương vị Tổng biên tập Báo Văn nghệ (2007-2014) và Tạp chí Nhà văn và Tác phẩm (2014-2020).
Ông có 25 năm trong Ban Chấp hành Hội Nhà văn Việt Nam (1995 - 2020) và có tới 4 nhiệm kỳ đảm nhận vai trò Phó Chủ tịch Hội Nhà văn Việt Nam (2000-2020).
Hiện ông nghỉ hưu, sống tại Thành phố Hà Nội.
Ông là đảng viên Đảng Cộng sản Việt Nam; hội viên Hội Nhà văn Việt Nam từ năm 1977.

## Sự nghiệp
Tác phẩm văn học của Nguyễn Trí Huân tuy không nhiều, song hầu hết đều có dấu ấn, tạo được một vị thế, một giọng văn riêng trên văn đàn. Từ tập truyện ngắn đầu tiên “Mặt cát” xuất bản năm 1977, lần lượt sau đó là các tiểu thuyết: “Năm 1975 họ đã sống như thế” (1979), “Dòng sông của Xô Nét” (1980), “Chim én bay” (1988), tập ký “Dấu thời gian” (2024) và gần đây là tập truyện “Bất chợt mai vàng” (2023). 
Về con người Nguyễn Trí Huân, đồng nghiệp luôn nhớ đến ông như là một con người mẫu mực. Mẫu mực trong văn chương. Mẫu mực trong đời sống. Mẫu mực trong công tác quản lí. Ông làm Tổng Biên tập của 3 tờ báo và tạp chí văn nghệ lớn trong gần 30 năm (Văn nghệ Quân đội, Báo Văn nghệ, Tạp chí Nhà văn và tác phẩm) và có 4 nhiệm kì làm Phó Chủ tịch Hội Nhà văn Việt Nam. Những dấu mốc thời gian, trọng trách lãnh đạo, cường độ và khối lượng công việc không hề nhỏ. Vậy mà ông vẫn hoàn thành tất cả các chức trách, nhiệm vụ, công việc được tổ chức phân công rất nhẹ nhàng.
Nguyễn Trí Huân đã được nhận: Giải thưởng của Hội Nhà văn Việt Nam (năm 1989); Giải thưởng Văn học của Bộ Quốc phòng (năm 1989), và mới đây nhất, tập truyện “Bất chợt mai vàng” được Bộ Văn hóa, Thể thao và Du lịch vinh danh là một trong 10 tác phẩm văn học nổi bật năm 2023.
Năm 2007, ông được tặng Giải thưởng Nhà nước về Văn học Nghệ thuật với các tiểu thuyết: Năm 1975 họ đã sống như thế, Chim én bay.

## Tác phẩm chính
- Mặt cát (tập truyện ngắn, 1977);
- Năm 75 họ đã sống như thế (tiểu thuyết, 1979);
- Dòng sông của Xô nét (tiểu thuyết, 1980);
- Chim én bay (tiểu thuyết, 1988);
- Dấu thời gian (ký, 2004);
- Bất chợt mai vàng (tập truyện, 2023).

## Vinh danh
- Giải thưởng Nhà nước về Văn học Nghệ thuật năm 2007.

### Giải thưởng văn học
- Giải thưởng Hội Nhà văn Việt Nam (1988 – 1989),
- Giải thưởng văn học Bộ Quốc phòng (1989).
- Tập truyện “Bất chợt mai vàng” được Bộ Văn hóa, Thể thao và Du lịch vinh danh là một trong 10 tác phẩm văn học nổi bật năm 2023.